# Берт Закман
Берт Закман (на немски: Bert Sakmann) е германски физиолог, Нобелов лауреат за физиология или медицина от 1991 г.

## Биография
Роден е в Щутгарт, Германия на 12 юни 1942 г. Следва медицина от 1961 до 1967 г. в университетите в Тюбинген, Фрайбург, Берлин, Париж и Мюнхен. Дипломира се в Лудвиг Максимилиан университет в Мюнхен, където през 1968 г. става асистент.
През 1991 г. заедно с Ервин Неер получават Нобелова награда „за развитието на техниката в електрофизиологията (Patch clamp), за развитието на техники за изследване на йонните канали в клетките и доказване на тяхното присъствие в клетъчната мембрана“.